# Zlatni standard
Robni novac nije pogodan za pohranu i prijenos, pa je u upotrebu postupno ušao prvo papirni, a od nedavno i elektronički novac.
Zlatni standard postoji kad monetarne vlasti posjeduju dovoljno zlatnih rezervi za promijeniti u zlato sav novac koji je izdan u opticaj po obećanom tečaju.
Zlatni standard ograničava moć vlada za inflacijom cijena kroz prekomjerno izdavanje papirnate valute. 
Nakon Drugog svjetskog rata, dogovorima postignutim na Konferenciji u Bretton Woods-u 1944. godine, stupio je na snagu zadnji Zlatni standard po kojem su mnoge zemlje vezale tečaj svojih valuta za Američki dolar. Sjedinjene Američke Države su tada obećale fiksnu cijenu zlata od 35 dolara po unci. Posljedično, sve valute vezane za tečaj dolara su time dobile fiksnu vrijednost u zlatnom smislu. Za vrijeme predsjednika Charles de Gaullea, Francuska je do 70-ih godina 20. stoljeća smanjila rezerve dolara kupujući za njih zlato od vlade SAD-a, smanjujući time američki ekonomski utjecaj u svijetu. To je skupa s financijskom stiskom izazvanom Vijetnamskim ratom natjeralo predsjednika Richarda Nixona 1971. godine ukinuti Zlatni standard, odnosno direktnu konvertibilnost dolara u zlato. Time su moderne svjetske valute izgubile materijalnu podlogu, a središnje banke od kojih su mnoge u privatnom vlasništvu, dobile teorijsku mogućnost izdavanja novca u neograničenim količinama. 